# سکان‌ماهی
سکان‌ماهی (نام علمی: Centrolophus niger) نام یک گونه از راسته سوف‌ماهی‌سانان است.